# Osborn (Missouri)
Pour les articles homonymes, voir Osborn.
Osborn est une ville des comtés de Clinton et DeKalb, dans le Missouri, aux États-Unis,. Située en limite des deux comtés, elle est incorporée en 1887. Elle est créée en bordure de la ligne ferroviaire de Hannibal-St. Joseph et baptisée en référence au colonel William Osborn.

## Démographie
Lors du recensement de 2010, la ville comptait une population de 423 habitants. Elle est estimée, en 2016, à 417 habitants.

## Source de la traduction
- (en) Cet article est partiellement ou en totalité issu de l’article de Wikipédia en anglais intitulé « Osborn, Missouri » (voir la liste des auteurs).